# Бассеты (род)
Бассеты (англ. Basset) — англо-нормандский знатный род, известный с конца XI века. Родовое прозвание происходит от старофранцузского слова basset, которое обозначает низкий рост. Многие представители рода в XII—XIII веке были юстициариями. Он разделился на несколько ветвей, из которых к концу XIII века сформировалось 3 баронских рода: Бассетов из Великого Уэлдона в Нортгемптоншире, Бассетов из Сапкота в Лестершире и Бассетов из Дрейтон Бассета в Стаффордшире. Существовали также ветви Бассетов из Чадлворта в Беркшире и Бассетов из Хедингтона и Уоллингфорда в Оксфордшире.
Представители рода носили титулы барон Бассет из Дрейтона, барон Бассет из Сапкота и барон Бассет из Уэлдона в системе пэрства Англии, а также титул баронет Бассет из Техиди, барон де Данстанвиль из Техиди и барон Бассет из Страттона в системе пэрства Великобритании.

## История

### Происхождение
Первый достоверно известный представитель рода, Ральф Бассет, юстициарий короля Англии Генриха I Боклерка, был не очень знатен, Ордерик Виталий называет его среди тех, кого Генрих I возвысил «из праха». Уильям Риди во введении к изданию чартеров Бассетов указывает, что родовое прозвание происходит от старофранцузского слова basset, которое обозначает низкий рост. Ордерик Виталий, описывая кампанию, которую проводил Жоффруа V Плантагенет в 1136 году в Нормандии, указывает, что он напал на «замок Мостероло», добавляя, что оно принадлежало Ральфу Бассету. Этот замок идентифицируется с Монтрёй-о-Ульм в Нормандии недалеко от Донфрона в современном французском департаменте Орн. Недалеко от него располагалось аббатство Святого Эвруля, в котором был монахом Ордерик и которому покровительствовал Ральф. В 1086 году в «Книге Страшного суда» указан некий Ральф Бассет, который держал от Роберта (I) д’Уийли маноры Марсворт в Бекингемшире и Тискот в Хартфордшире. Бассет мог быть связан с Робертом д’Уийли и в Нормандии, поскольку тот, возможно, прибыл в Англию из Уийли-ле-Бассета.
Если упоминаемый в «Книге Страшного суда» Ральф Бассет не был одним лицом с юстициарием Ральфом Бассетом, то не исключено, что он мог быть его отцом. В «Книге Страшного суда» упоминается ещё двое Бассетов — Уильям и Ричард, однако неизвестно, какие родственные отношения их связывали с Ральфом. Сам юстициарий владел землями в Монтрёе, которые в 1150 году составляли 2 английских манора, а также в Уоллингфорде и Колстон Бассете.

### Бассеты в XII веке
Поскольку Ральф Бассет происходил из Монтрёя, то возможно он обратил на себя внимание будущего короля Генриха I, когда тот во время правления своего старшего брата Вильгельма II Рыжего (1087—1100 годы) был графом Домфорона в Нормандии. Впервые в документах его имя появляется в 1101 или 1102 году, когда он в качестве свидетеля завизировал одну из королевских хартий. В период между 1110 и 1127 годами Бассет был одним из самых значительных судей Генриха I. Хронист Генрих Хантингдонский называет его «юстициарием всей Англии», что указывает на географический охват его власти, чем он отличался от тех юстициарием, которые действовали от имени короля только в определённой области. В обязанности королевского юстициария входило посещение разных мест, чтобы осуществлять королевское правосудие. Он умер не позже 1130 года, скорее всего в 1127.
У Ральфа известно 4 сына. Старший из них, Ричард, также был юстициарием во время правления Генриха I. 2 сына, Николас и Турстан, владели землями в Уоллингфорде. Ещё один сын, Ральф, стал священнослужителем. Турстан стал родоначальником ветви Бассетов из Чадлворта в Беркшире, а от трёх сыновей Ричарда пошли 3 ветви рода: Бассетов из Дрейтон Бассета в Стаффордшире, Бассетов из Великого Уэлдона в Нортгемптоншире и Бассетов из Сапкота в Лестершире.
Существовала ещё ветвь Бассетов из Хедингтона и Уоллингфорда в Оксфордшире. Также в XII веке упоминается ещё ряд представителей рода, однако точные родственные связи не установлены.

### Бассеты из Дрейтон Бассета
Родоначальником данной ветви был Ральф Бассет (II) (ум. 1160), сын юстициария Ричарда Бассета. Центром его владений был манор Дрейтон Бассет в Стаффордшире. Кроме того, представители данной ветви владели поместьями Лестершире, Ноттингемшире и Дорсете. Один его потомков родоначальника ветви, Ральф Бассет (V) (ум. 4 августа 1265), был одним из лидеров Второй баронской войны. Он был вызван в 1264 Симоном де Монфором в парламент как барон Бассет из Дрейтона. Ральф погиб в 1265 году в битве при Ившеме, в которой армия Симона де Монфора была разбита, а сам он убит. В сентябре 1265 года в Винчестере все участники восстания были лишены владений. В том числе были конфискованы и владения Бассета, переданные сторонникам короля. Но позже их возвратили вдове покойного, Маргарет де Соммери, в знак признания заслуг её отца, роялиста Роджера де Соммери, перед королём.
Сын Ральфа и Маргарет, Ральф Бассет (VI) (ум. 31 декабря 1299), в 1295 году был призван в английский парламент как барон Бассет из Дрейтона. Его сын, Ральф Бассет (VII) (ум. 25 февраля 1343), 2/3-й барон Бассет из Дрейтона с 1299, был в 1323–1324 годах сенешалем Гаскони. Его сын умер раньше отца, поэтому ему наследовал внук, Ральф Бассет (VIII) (1334/1335 — 10 мая 1390), 3-й барон Бассет из Дрейтона с 1343. Он принимал участие в Столетней войне и был членом Ордена Подвязки. От двух браков он детей не оставил, поэтому с его смертью ветвь угасла, а титул барона Бассета из Дрейтона исчез. Наследником владений стал Томас Стаффорд, 3-й граф Стаффорд, правнук Маргарет Бассет, дочери Ральфа Бассета, 1/2-го барона Бассета из Дрейтона.

### Бассеты из Уэлдона
Родоначальником этой ветви стал Ричард Бассет (ум. 1217). Его отец, Джеффри Ридель (II) (ум. 1180), был вторым сыном юстициария Ричарда Бассета, и унаследовал от матери, Матильды, дочери юстициария Джеффри Риделя (I), владения деда и принявшего родовое имя Ридель. Ричард был его младшим сыном. Центром его владений был Уэлдон в Нортгемптоншире.
6 февраля 1299 года Ричард Бассет из Великого Уэлдона (ум. 1314) был вызван в парламент как 1-й барон Бассет из Уэлдона. Ветвь угасла после смерти Ричарда Бассета, 5-го барона Бассета из Уэлдона 9 января 1400 года.

### Бассеты из Сапкота
Родоначальником этой ветви стал Уильям Бассет (ум. ок. 1185), младший сын юстициария Ричарда Бассета. Как и отец, он был юстициарием, а также занимал должность шерифа в ряде графств. Вероятно, его основым местоприбыванием стал манор Сапкота в Лестершире, также у него были владения в Уорикшире, Бакингемшире и ряде других графств. У него был сын Симон Бассет (ум. 1205). Сыном Симона, скорее всего, был юстициарий Уильям Бассет (ум. 1249).
К этой ветви принадлежал также Ральф Бассет из Сапкота (ок. 1220 — ок. 1279), один из лидеров Второй баронской войны, который в начале 1265 года был вызван Симоном де Монфором в английский парламент как барон Бассет из Сапкота. Неизвестно, участвовал ли он в битве при Ившеме. В июле 1266 года он получил королевское помилование, но его владения были конфискованы и были переданы Джону де Вердону. В сентябре 1267 года владения были возвращены Ральфу под обязательство выплаты 1000 марок в течение 2 лет. Его баронский титул признан не был, сын и внук никогда в парламент не вызывался. Только его праправнук, Ральф Бассет 8 января 1371 года был призван в парламент как барон Бассет, но 17 июля 1378 года он умер, не оставив сыновей, после чего ветвь угасла.

### Бассеты из Чадлворта
Родоначальником данной ветви был Турстан Бассет (I) (ум. после 1166), один из сыновей юстициария Ральфа (I), который владел землями в Уоллингфорде. Поскольку его внук Турстан Бассет (II) (ум. 1210/1221) оставил только дочерей, то ветвь угасла по мужской линии с его смертью.

### Бассеты из Хедингтона и Уоллингфорда
Точное происхождение этой ветви неизвестно. Уильям Риди предположил, что её родоначальником был Жильбер (Гилберт) Бассет, имя которого присутствует на хартии Генриха I, датированной 25 декабря 1109 года; по мнению Риди он мог быть братом юстициария Ральфа Бассета. Его сыном он считает Томаса Бассета (I) (ум. после 1180/1182), владевшего владениями в Мидлсексе, Беркшире, Бакингемшире и Оксфордшире. Центром его владений был манор Уоллингфорд в Мидлсексе. Он был шерифом Оксфордшира в 1163—1164 годах, а позже был юстициарием. Трое его сыновей также находились на королевской службе. Гилберт (I) (ум. ок. 1205/1206) оставил только дочь. Томас (II) (ум. 1220), которому Иоанн Безземельный подарил манор Хедингтон в Оксфордшире, также оставил только дочерей. Мужское потомство оставил младший из сыновей, Алан (ум. 1231), владевший манором Уикомб.
Из сыновей Алана Фульк (ум. 1259) был епископом Лондона. Ещё один сын, Филипп Бассет (ум. 29 октября 1271), был главным юстициарием Англии в 1261—1263 годах. Также из этой ветви происходил Фульк Бассет (Сандфорд) (ум. 1271), архиепископ Дублина, племянник юстициария Филиппа Бассета, но точно не установлено, сыном кого из братьев Филиппа он был.
Филипп Бассет не оставил сыновей, после его смерти ветвь угасла. Владения Филиппа унаследовала его старшая дочь, Элин Бассет, а затем её сын от первого брака, Хью ле Диспенсер, 1-й граф Уинчестер.

### Бассеты из Корнуолла и Девона
Сведений о первых поколениях этой ветви достаточно мало. Центром их владений первоначально был манор Техиди в округе Иллугган в Корнуолле, которое Уильям Бассет, получил благодаря браку с Сесилией, наследницей дома Данстанвиллей. Этот Уильям Бассет считается внуком Осмунда Бассета, которого Уильям Риди считал братом юстициария Ральфа Бассета, однако не существует полной уверенности в этом.  Позже Бассеты сделали центром своих владений в Девоншир. Сначала им стал манор Уайтчапел, который сэр Алан Бассет, сын Уильяма Бассета из Ипсдена и Сток Бассета в Оксфордшире, получил в качестве приданого за Люсией Певерелл. Уайтчапел оставался главной резиденцией рода до тех пор, пока сэр Джон Бассет не перебрался в унаследованный им от матери манор Амберли. Данная ветвь угасла по мужской линии в 1802 году, однако прозвание Бассет было унаследовано по женской линии. Этот род угас в 1907 году после смерти Уолтера Бассета.
В поместье Техиди же обосновалась младшая ветвь рода, идущая от Джорджа Бассета, дяди Алана Бассета, продавшего ему поместье после того как сам перебрался в Эмберли. Его потомки владели Техиди до 1915 года, когда Артур Фрэнсис Бассет продал манор, а сам перебрался сначала в Крюкерн, а потом в Хэтфилд-хаус. Из этой ветви происходил Френсис Бассет (9 августа 1757 — 14 февраля 1835) — английский политик, который 17 июня 1796 года стал пэром Англии, получив титул барона де Данстанвиля, а 30 ноября 1797 года — барона Бассета из Страттона. Однако он не оставил сыновей, поэтому титул барона де Данстанвиля угас с его смертью, а его единственная дочь Френсис Бассет (30 апреля 1781 — 22 января 1855) унаследовала титул баронессы Бассет. Она детей не оставила, из-за чего титул барона Бассета угас, а её владения перешли к сыну её двоюродного брата.
Ветвь Бассетов из Техиди существует и в настоящее время, однако поместье Техиди было в 1915 году продано Артуром Фрэнсисом Бассетом.

## Титулы
- Барон Бассет из Дрейтона: создан в 1295 (1264) году, угас в 1390 году[11].
- Барон Бассет из Сапкота: создан в 1371 (1264) году, угас в 1378 году[11].
- Барон Бассет из Уэлдона: создан в 1299 году, угас в 1400 году[11].
- Барон Бассет из Страттона: создан в 1797 году, угас в 1855 году[11].
- Барон де Данстанвиль: создан в 1796 году, угас в 1835 году[11][26].
- Баронет Бассет из Техиди: создан в 1779, угас в 1835 году[26].

## Известные представители
Юстициарии Англии
- Ральф Бассет (I) (ум. ок. 1127), юстициарий короля Генриха I.
- Ричард Бассет (ум. до 1144), юстициарий короля Генриха I, шериф Бедфордшира, Бекингемшира, Кембриджшира, Эссекса, Хартфордшира, Лестера, Нортгемптоншира, Норфолка, Саффолка и Суррея в 1129—1130, сын предыдущего[27].
- Филипп Бассет (ум. 29 октября 1271), главный юстициарий Англии в 1261—1263.

Бароны Бассет из Дрейтона
- Ральф Бассет (V) (ум. 4 августа 1265), один из лидеров Второй баронской войны, барон Бассет из Дрейтона с 1264[5][11];
- Ральф Бассет (VI) (ум. 31 декабря 1299), 1/2-й барон Бассет из Дрейтона с 1295, сын предыдущег[5][11];
- Ральф Бассет (VII) (ум. 25 февраля 1243), 2/3-й барон Бассет из Дрейтона с 1299, сын предыдущего[5][11];
- Ральф Бассет (VIII) (1334/1335 — 10 мая 1390), 3/4-й барон Бассет из Дрейтона с 1343, внук предыдущего[5][11].

Бароны Бассет из Сапкота
- Ральф Бассет из Сапкота (ок. 1220 — ок. 1279), 1-й барон Бассет из Сапкота (де-юре) в 1264—1265[5][11].
- Симон Бассет из Сапкота (ум. 1295), 2-й барон Бассет из Сапкота (де-юре), сын предыдущего[11];
- Ральф Бассет из Сапкота (ум. 1322), 3-й барон Бассет из Сапкота (де-юре), сын предыдущего[11];
- Симон Бассет из Сапкота (ум. 1328), 4-й барон Бассет из Сапкота (де-юре), сын предыдущего[11];
- Ральф Бассет из Сапкота (ум. 17 июля 1378), 1/5-й барон Бассет из Сапкота с 1371, сын предыдущего[11].

## Бароны Бассет из Уэлдона
- Ральф Бассет из Великого Уэлдона (ум. ок. 1292), барон Бассет из Уэлдона в 1283[11].
- Ричард Бассет (ум. 1314), 1-й барон Бассет из Уэлдона с 1299, сын предыдущего[11].
- Ральф Бассет (ум. 1341), 2-й барон Бассет из Уэлдона с 1314, сын предыдущего[11].
- Ральф Бассет (до 1326 — после 1368), 3-й барон Бассет из Уэлдона с 1341, сын предыдущего[11].
- Ральф Бассет (ум. 6 июня 1385), 4-й барон Бассет из Уэлдона с ок. 1368, сын предыдущего[11].
- Ральф Бассет (ок. 1377 — 9 января 1400), 5-й барон Бассет из Уэлдона с 1385, сын предыдущего[11].

Бароны Бассет из Страттона
- Френсис Бассет[англ.] (9 августа 1757 — 14 февраля 1835), 1-й барон де Данстанвиль с 1796, 1-й барон Бассет из Страттона с 1797, политик;
- Френсис Бассет[англ.] (30 апреля 1781 — 22 января 1855), 2-я баронесса Бассет с 1835, писательница.

Другие представители рода
- Фульк Бассет (ум. 1259), епископ Лондона

## Генеалогия

### Основная ветвь до разделения рода
- N Бассет[К 2]
  - Ральф Бассет (I) (ум. ок. 1127), юстициарий короля Генриха I;
    - Ричард Бассет (ум. 1144), юстициарий короля Генриха I, шериф Бедфордшира, Бекингемшира, Кембриджшира, Эссекса, Хартфордшира, Лестера, Нортгемптоншира, Норфолка, Саффолка и Суррея в 1129—1130; жена: с ок. 1120/1123 Матильда, дочь юстициария Джеффри Риделя (I) и Гевы;
      - Ральф Бассет (II) из Дрейтон Бассета (ум. 1160); жена: Элис;
        -  ветвь Бассетов из Дрейтон Бассета

      - Джеффри Ридель (II) (ум. 1180); 1-я жена: Амиция; 2-я жена: Сибилла Модит, дочь Уильяма Модита и Матильды Хенслоуп;
        - (от 1-го брака) Ричард Бассет (ум. 1217);
          -  ветвь Бассетов из Уэлдона

        - (от 2-го брака) (?) Джеффри Ридель (III) (ум. до 11 августа 1203)
        - (от 2-го брака) сын (ум. после 11 августа 1203);
        -  (от 2-го брака) дочь;

      - Уильям Бассет из Сапкота в Лестершире (ум. ок. 1185);
        -  ветвь Бассетов из Сапкота

      - Сибилла Бассет (до 1135 — после 1185); муж: Роберт (II) де Каус;
      -  Матильда Бассет; муж: Джон де Статвиль (ум. после 1160);

    - Николас Бассет (ум. до 1166), владел землями в Уоллингфорде;
      -  Николас Бассет (ум. после 1166)

    - Турстан Бассет (I) (ум. после 1166), владел землями в Уоллингфорде;
      -  ветвь Бассетов из Чадлворта

    - Ральф Бассет, священник;
    -  несколько дочерей.

  - (?) Осмунд Бассет (ум. после 1166)[К 3]; жена: Базилиа, вдова Лувета де Бре;
    - Джон Бассет; жена: Мелисенда;
      -  Уильям I Бассет (ум. после 26 февраля 1208); жена: Сесилия де Данстанвиль (ум. до 26 февраля 1208), дочь Алана де Данстанвиля;
        -  ветвь Бассетов из Корнуолла и Девона

    -  Элис Бассет; муж: Роберт Фиц-Уэл;

  -  (?) Жильбер (Гилберт) Бассет (ум. после 25 декабря 1109)[К 4];
    -  ветвь Бассетов из Хедингтона и Уоллингфорда.

### Ветвь Бассетов из Дрейтон Бассета
- Ральф Бассет (II) из Дрейтон Бассета (ум. 1160); жена: Элис;
  -  Ральф Бассет (III) из Дрейтон Бассета (ум. 1211);
    - Ральф Бассет (IV) из Дрейтон Бассета (ум. 1254/1261); жена: Изабелла;
      -  Ральф Бассет (V) (ум. 4 августа 1265), один из лидеров Второй баронской войны, вызванный в 1264 Симоном де Монфором в английский парламент как барон Бассет из Дрейтона; жена: Маргарет де Сомери (ум. после 26 января 1271), дочь Роджера (IV) де Сомери из Дадли в Вустершире; вторым браком она вышла замуж за Ральфа де Кромвеля из Кромвеля в Ноттингемшире;
        - Ральф Бассет (VI) (ум. 31 декабря 1299), 1-й барон Бассет из Дрейтона с 1295; жена: Авиза;
          - Ральф Бассет (VII) (ум. 25 февраля 1343), 2-й барон Бассет из Дрейтона с 1299; жена: Джоан де Грей (ум. 1353), дочь Джона де Грея, 2-го барона Грей из Уилтона, и Анны де Феррерс;
            - Ральф Бассет (ум. ок. 1335); жена: Элис де Одли (ум. после 1343), дочь Николаса де Одли, 1-го барона Одли, и Кэтрин Жиффар; её вторым мужем был Хью Менилл
              -  Ральф Бассет (VIII) (1334/1335 — 10 мая 1390), 3-й барон Бассет из Дрейтона с 1343; 1-я жена: с 1338 Джоан Бошан, дочь Томаса де Бошана, 11-го графа Уорика, и Кэтрин де Мортимер; 2-я жена: Жанна Бретонская (ок. 1341 — 8 ноября 1402), дочь Жана IV де Монфора, герцога Бретонского, и Жанны де Дампьер;

            -  Маргарет Бассет (ум. после 1 декабря 1347); муж: Джон де Богун (23 ноября 1306 — 20 января 1336), 5-й граф Херефорд, 4-й граф Эссекс с 1322, лорд Верховный констебль Англии 1322—1330;

          - Маргарет Бассет (ум. 17 марта 1337); 1-й муж: до 1298 Эдмунд де Стаффорд (15 июля 1273 — 12 августа 1308), 1-й барон Стаффорд с 1299; 2-й муж:
          -  Мод Бассет; муж: Уильям Херрис;

        -  (?) Мод Бассет; муж: Джон де Грей (ок. 1268 — 18 октября 1323), 2-й барон Грей из Уилтона с 1308;

    -  Ричард Бассет.

### Ветвь Бассетов из Уэлдона
- Ричард Бассет (ум. 1217);
  - Ральф Бассет (ум. 17 февраля 1258);
    - Ричард Бассет из Уэлдона (ок. 1226/1228 — до 1 июля 1276);
      -  Ральф Бассет (ок. 1243/1246 — ?);

    -  Орабилис;

  - Ричард Бассет;
  -  Матильда Бассет (ум. после 25 марта 1248).

### Ветвь Бассетов из Сапкота
- Уильям Бассет из Сапкота в Лестершире (ум. ок. 1185);
  - Симон Бассет (ум. 1205); жена: Изабелла Авенелл (ум. до 10 апреля 1226), дочь Уильяма Авенелла;
    - Уильям Бассет (ум. до 22 июня 1249);
    - Джон Бассет (ум. до 1249);
    - Рейнольд Бассет (ум. после 17 марта 1226);
    -  Матильда Бассет; муж: Роберт де Оуклей;

  -  (?) Рейнольд Бассет (ум. после 1176/1177).

- Ральф Бассет [К 5] (ок. 1220 — ок. 1279), барон Бассет из Сапкота, один из лидеров Второй баронской войны; жена: до 30 сентября 1231 Мелисенда де Чакомб, младшая дочь Роберта де Чакомба;
  -  Симон Бассет;
    -  Симон Бассет; жена: Изабелла.

### Ветвь Бассетов из Чадлворта
- Турстан Бассет (I) (ум. после 1166), владел землями в Уоллингфорде;
  -  Ричард Бассет (ум. 1210);
    -  Турстан Бассет (II) (ум. 1210/1221);
      - Изабелла Бассет (ум. 1225); 1-й муж: Роберт (II) де Модит (ум. 1217/1222); 2-й муж: после 24 октября 1225 Томас де Венус;
      - Джоан Бассет (ум. после января 1223); муж: Роберт из Барнби;
      - Эджелин Бассет (ум. после января 1223); муж: Ричард Бардун;
      - Элис Бассет (ум. после января 1223); муж: Джон ле Брун;
      - Матильда Бассет (ум. после января 1223); муж: Бартоломью де Рекинтон;
      -  Лауренсия Бассет (ум. после января 1223); муж: Ральф де Уэлдон;

### Ветвь Бассетов из Хедингтона и Уоллингфорда
- Жильбер (Гилберт) Бассет (ум. после 25 декабря 1109);
  - Томас Бассет (I) (ум. после 1180/1182), юстициарий[15]; жена: Элис де Данстанвиль (ум. после 1186), дочь Алана де Данстанвиля;
    - Гилберт Бассет (I) (ум. ок. 1205/1206); жена: Энжелин де Куртене (ум. после 1219), дочь Рено де Куртене и Авизы д’Авранш;
      - Томас Бассет (ум. в младенчестве);
      -  Эсташия Бассет (ум. после 1211/1216); 1-й муж: Томас де Верден (ум. 1199); 2-й муж: Ричард (III) де Камвиль (ум. после 12 февраля 1217);

    - Томас Бассет (II) (ум. 1220), феодальный барон Хедингтона в Оксфордшире; жена: Филиппа, дочь Уильяма Фиц-Хью Малбанка;
      - Филиппа Бассет (ум. до 29 ноября 1265); 1-й муж: после 1205 Генрих де Бомон (ок. 1190—1229), 5-й граф Уорик с 1203; 2-й муж: до 4 ноября 1229 (развод 1242) Ричард Сивард;
      - Джоанна Бассет (ум. после 1230); муж: Реджинальд де Вотор (ум. 1246);
      -  Элис Бассет (ум. ок. 1263); 1-й муж: Уильям Малет (ум. 1215); 2-й муж: до 1221 (аннулирован) N де Шасепорк; 3-й муж: Джон Бисет (ум. 1241);

    - Алан Бассет из Уикомба (ум. 1231), феодальный барон Уикомба[18]; 1-я жена: Элис де Грей (ум. до 15 апреля 1206); 2-я жена: до 16 апреля 1206 Элин де Ге[К 6];
      - (от 1-го брака) Томас Бассет (ум. до 1230);
      - (от 1-го брака) Гилберт Бассет (II) (ум. 31 июля 1241), феодальный барон Уикомба с 1231; жена: до 18 июня 1240 Изабелла де Феррерс (ум. 26 ноября 1260), дочь Уильяма де Феррерса, 5-го графа Дерби, и Сибиллы Маршал; её вторым мужем с 1243 был Рейнольд де Моэн из Данстера (ум. 20 января 1258);
      - (от 1-го брака) Элис Бассет[18];
      - (от 1-го брака) Уоррен Бассет (ум. 1233); жена: Кэтрин де Монтегю (ум. после 6 апреля 1231), дочь Джона де Монтегю и Люси;
      - (от 1-го брака) Фульк Бассет (ум. 1259), епископ Лондона с 1241, феодальный барон Уикомба с 1241[19];
      - (от 1-го брака) Филипп Бассет (ум. 29 октября 1271), феодальный барон Уикомба с 1259, юстициарий Англии в 1261—1263; 1-я жена: Авиза де Лувен, дочь Мэтью де Лувена из Литтл Истона в Эссексе и Мюриэли; 2-я жена: с 1254/1255 Эла де Лонгспе (ум. 9 февраля 1298), дочь Уильяма де Лонгспе, 3-го графа Солсбери, и Элы, графини Солсбери, вдова Томаса де Бомона, 6-го графа Уорика;
        - (от 1-го брака) Элин Бассет (ок. 1242/1250 — до 11 апреля 1281); 1-й муж: до 1260 Хью ле Диспенсер (до 1223 — 4 августа 1265), 1-й барон ле Диспенсер, главный юстициарий Англии в 1260—1261, 1263—1265; 2-й муж: до 29 октября 1271 Роджер Биго (1243/1246 — 6 декабря 1306), 5-й граф Норфолк с 1270;
        -  (от 1-го брака) Марджери Бассет (ум. до 19 октября 1271); муж: Джон Фиц-Джон из Шира в Суррее (ум. ок. 6 ноября 1275);

      - (от 1-го брака) Дэвид Бассет[18];
      - (от 2-го брака) Элин Бассет; 1-й муж: Дрё де Монтегю (ум. до 1219); 2-й муж: с 1219/1224 Ричард (V) Толбот из Линтона (ум. до 13 апреля 1234);
      - (от 2-го брака)  дочь; в 1212/1214 году была помолвлена с Уильямом (IV) де Ланвелей (после 1190—1214/1216);

    -  (?) Изабелла Бассет; 1-й муж: Альберт де Гресли (ум. 1180); 2-й муж: Ги де Краон;

  - Джоан Бассет (ум. 1160/1162); 1-й муж: Ги Фиц-Пейн де Ридал; 2-й муж: с ок. 1152 Симон де Жерармулин; 3-й муж: Обри (Альберик) II де Мелло (ум. 1129), граф де Даммартен, камергер Франции 1122—1129;
  -  (?) Фульк Бассет[К 7] (ум. после 1180/1182); жена: Изольда.

### Ветвь Бассетов из Корнуолла и Девона
- Уильям I Бассет (ум. после 26 февраля 1208), владелец Ипстона и Сток Бассета в Оксфордшире; жена: Сесилия де Данстанвиль (ум. до 26 февраля 1208), дочь Алана де Данстанвиля, наследница Техиди[28];
  -  Алан I Бассет; жена: Люси Певерелл, сестра сэра Уильяма Певерелла, наследница Уайтчеппела;
    -  Алан II Бассет; жена: Ne, дочь сэра Эндрю Хеккомба;
      -  сэр Лоуренс Бассет; жена: Авизия Маллет, дочь сэра Ральфа Маллета;
        -  Уильям II Бассет (ум. 1304); жена: Элис Уоллис, дочь сэра Джона Уоллиса;
          -  Уильям III Бассет из Техиди (ум. 1340), шериф Корнуолла в 1312, 1332 и 1334; жена: Джоанна де Боттро, дочь сэра Уильяма де Боттро;
            -  Уильям IV Бассет из Техиди (ум. 1384); жена: Маргарет Флемминг, дочь сэра Симона Флемминга;
              -  Джон II Бассет из Техиди (1374—1463), шериф Корнуолла в 1449; жена: Джоанна де Бомонт, дочь сэра Томаса де Бомонта, наследница Эмберли и Хинтон Панчардона в Девоне;
                -  Джон III Бассет из Техиди и Уайтчеппела (1411—1485), шериф Корнуолла в 1497, 1517 и 1522, шериф Девона в 1524; жена: Элизабет Будокшайд, дочь Томаса Будокшайда;
                  -  сэр Джон Бассет[англ.] (1411—1485); 1-я жена: до 1474 Элизабет (Энн) Дэнис, дочь Джона Дениса из Орли[англ.]; 2-я жена: Гонория Гренвиль[англ.] (1493/1495 — 1566), дочь сэра Томаса де Гренвиля из Стоува[англ.] и Изабеллы Гилберт; её вторым мужем был Артур Плантагенет (1461/1475 — 3 марта 1542), 1-й виконт Лайл, незаконнорожденный сын короля Англии Эдуарда IV;
                    - (от 1-го брака) сын (ум. в младенчестве);
                    - (от 1-го брака) Энн Бассет; муж: сэр Джеймс Кортни из Эпкота (1479—1529);
                    - (от 1-го брака) Марджери (Мэри) Бассет; муж: Уильям Мэррис из Мэрриса;
                    - (от 1-го брака) Джейн Бассет;
                    - (от 1-го брака) Томасина Бассет (ум. 1536);
                    - (от 2-го брака) Джон Бассет[англ.] (26 октября 1518 — 20 апреля 1541); жена: с 1538 Фрэнсис Плантагенет, дочь Артура Плантагенета, 1-го виконта Лайла, и Элизабет Грей, 6-й виконтессы Лайл; её вторым мужем был Томас Монк из Потериджа в Мертоне, Девон (ум. 1583);
                      -                         - старшая ветвь (Бассеты из Амберли)

                    - (от 2-го брака) Джордж Бассет из Техиди[англ.] (ок. 1524 — ок. 1580), член парламента от Лонестона, Корнуолл;
                      -                         - младшая ветвь (Бассеты из Техиди)

                    - (от 2-го брака) Джеймс Бассет[англ.] (1526—1558), приближённый Стивена Гардинера, епископа Уинчестера, затем придворный королевы Марии I[29]; жена: с 1553/1556 Мэри Ропер[англ.] (ок. 1523 — 1572), дочь Уильяма Ропера[англ.] и Маргарет Мор, внучка Томаса Мора, вдова Стивена Кларка;
                    - (от 2-го брака) Гонория Бассет (ум. в младенчестве);
                      - Филипп Бассет (май 1557 — ?); жена: сестра Ричарда Верни из Комптон Верни;
                      -  Чарльз Бассет (1558/1559 — 1583);

                    - (от 2-го брака) Филиппа Бассет (ум. 1582); муж: Джеймс Питт из Оверкомба;
                    - (от 2-го брака) Кэтрин Бассет[англ.] (ок. 1522 — после 1558);
                    - (от 2-го брака) Энн Бассет[англ.], фрейлина королев Джейн Сеймур, Анны Клевской, Екатерины Говард и Екатерины Парр, возможно была любовницей короля Генриха VIII; муж: с 8 декабря 1547 сэр Генри Эшли[англ.] (1519 — 27 декабря 1588), член парламента от Дорсета;
                    -  (от 2-го брака) Мэри Бассет (ум. 21 мая 1598); муж: с 1557 Джон Воллакомб из Комба в Роборо[англ.], Девон.

#### Старшая ветвь (Бассеты из Амберли)
Джон Бассет (26 октября 1518 — 20 апреля 1541); жена: с 1538 Фрэнсис Плантагенет, дочь Артура Плантагенета, 1-го виконта Лайла, и Элизабет Грей, 6-й виконтессы Лайл; её вторым мужем был Томас Монк из Потериджа в Мертоне, Девон (ум. 1583);
- - Гонория Бассет (май 1539 — ?);
  - Элеонора Бассет; муж: Уильям Уиддон;
  -  сэр Артур Бассет из Амберли[англ.] (4 октября 1541 — 22 сентября 1586), член парламента от Барнстейпла в 1563, от Девона в 1572, шериф Девона в 1575—1576; жена: Элеонора Чичестер (ум. 1585), дочь сэра Джона Чичестера[англ.];

#### Младшая ветвь (Бассеты из Техиди)
- Джордж Бассет из Техиди[англ.] (ок. 1524 — ок. 1580), член парламента от Лонестона, Корнуолл;